# Joker (Kỵ sĩ bóng đêm)
Joker là một nhân vật hư cấu xuất hiện trong phim điện ảnh siêu anh hùng năm 2008 Kỵ sĩ bóng đêm của Christopher Nolan. Dựa trên nhân vật truyện tranh cùng tên của DC Comics, y do nam diễn viên người Úc Heath Ledger thủ vai trong phim. Là một tên sát nhân tập thể đa nhân cách cùng khiếu hài tàn bạo, Joker cố gắng hủy hoại những nỗ lực của Batman (Christian Bale). James Gordon (Gary Oldman) và Harvey Dent (Aaron Eckhart) nhằm trấn ấp tội phạm ở Thành phố Gotham. Nhân vật là hiện thân của sự hỗn loạn, tình trạng vô chính phủ và sự ám ảnh.
Hai cuốn truyện graphic novel là Batman: The Killing Joke và Arkham Asylum: A Serious House on Serious Earth đã ảnh hưởng rõ đến lối diễn Joker của Heath Ledger. Trong phim, anh mặc bộ đồ mang màu sắc truyền thống của nhân vật, trong khi tạo hình khuôn mặt lại bao gồm lớp hóa trang của hề, mô phỏng lại các vết sẹo trên mặt của nụ cười Glasgow. Nhân vật cũng khám phá thêm các kĩ thuật diễn xuất được phát hiện trong những vai diễn cũ của Heath Ledger, bao gồm cả ngoại hình chú hề của anh trong phim điện ảnh kỳ ảo The Brothers Grimm của Terry Gilliam. Ngoài ra nhân vật của Heath còn liên hệ đến các bức tranh của Francis Bacon, tiểu thuyết A Clockwork Orange của Anthony Burgess và nhiều nhạc sĩ nhạc punk rock. Ban đầu nam diễn viên này hứng phải nhiều lời chỉ trích khi nhận vai Joker.
Joker được coi là vai diễn hay nhất của Ledger; bản thân anh cũng coi đây là nhân vật thú vị nhất của anh. Khi phim được phát hành vào tháng 7 năm 2008 thì sáu tháng trước, nam diễn viên đã qua đời vì dùng thuốc quá liều; vì thế nhân vật của anh gây xúc động mạnh, nhận được đông đảo lời ca ngợi và nhiều giải thưởng sau khi Heath qua đời, trong đó có giải Oscar cho nam diễn viên phụ xuất sắc nhất.